# تارسو وون
تارسو وون یک کوه است که در چاد واقع شده‌است. تارسو وون ۳٬۱۰۰ متر بالاتر از سطح دریا واقع شده‌است.